# London Streets
London Streets (nota come Street Management fino all'aprile del 2007) è una divisione del Transport for London (TfL), che è responsabile della gestione delle principali vie di comunicazione di Londra, una rete di circa 500 km di strade. Queste strade sono anche note come rotte rosse dei trasporti di Londra poiché sono segnalate con dei cartelli rossi unici nelle strade del Regno Unito.

Rondello abolito

La London Streets è responsabile della gestione del London congestion charge, una tassa imposta ai mezzi motorizzati che entrano nell'area della Central London, controllata da sistemi di telecamere.